# ヤセル・カシム
ヤセル・カシム（アラビア語: ياسر قاسم, 1991年5月10日 - ）は、イラク・バグダード出身の元サッカー選手。

## 来歴
2014年11月17日、ガルフカップ2014・グループBのオマーン戦でイラク代表初ゴールを記録した。
2015年6月12日に日産スタジアムで行われた日本対イラクの親善試合において、岐阜に住むカシムの実弟が観戦にかけつけたがチケット持っていなかった。そのことをカシムが試合開始直前に日本代表のリカルド・ロペスGKコーチに相談したところ、同コーチがチケットを用意してくれた。カシムは日本の、相手チームまでサポートするその姿勢に感謝し、イラク協会も見習うべきだとインタビューで発言した。
アジアカップ2015ではグループリーグ初戦のヨルダン戦で決勝点となるゴールを決めた。
2015年9月に代表からの引退を表明したが10月の2018FIFAワールドカップ・予選に招集され代表引退を撤回した。

## 代表歴
- U-23サッカーイラク代表 2012
- サッカーイラク代表 2014-2021